# Княжеско-сръбски театър
Княжевско-сръбски театър (на сръбски: Књажевско-српски театар) е най-старият театър в Сърбия. Основан е в Крагуевац през 1835 г.
Сградата е опожарявана няколко пъти, но отново е възстановявана. От 2007 г. трупата носи името Княжевско-сръбски театър. 

## Галерия
- Главната фасада
- Йоаким Вуич
- Детайл